# 越南裔德國人
越南裔德國人為德國國內最大的東亞裔族群。依照德國聯邦統計局統計，德國有83,446名越南人（2005年末）。從1981年至2007年，共有41,499名越南人放棄越南國籍成為德國公民。另外，德國還有超過4萬名的越南非法移民，主要分佈在德國東部。
德國的越南人口主要來自冷戰時代東德與蘇聯、越南民主共和國簽訂互助協定而引入的外勞，以及西德所接收的越戰難民（即越南船民）。與其他國家不同的是，德國越南族群佔多數的不是越戰難民，反而是東德外勞。

## 历史

### 来自西德的越南裔德国人
西德的越南裔德国人主要来自越战结束后逃离越南的难民（越南船民）。1978年12月3日，在下萨克森州通过决议成为西德第一个接收越南船民的州后不久，640名越南船民抵达汉诺威，成为第一批抵达西德的越南船民。至八十年代末，西德方面陆续接收了数万名越南船民。这些抵达西德的船民都不会说德语，很多人其实并不情愿在西德寻求庇护，而是希望前往美国。但大部分人最后还是留在了西德。
接收越南船民后，西德政府将船民分别安置在西德各地，并为这些船民提供了救济与就业辅导，以帮助他们融入西德社会。这些越南船民在西德求得的工作各不相同，其中与冶金工业相关的工作相对较多。两德统一前夕，西德大约有33,000名越南移民，其中绝大部分都是逃离越南的越南移民。这些越南移民大都较好地融入了西德社会。

### 来自东德的越南裔德国人

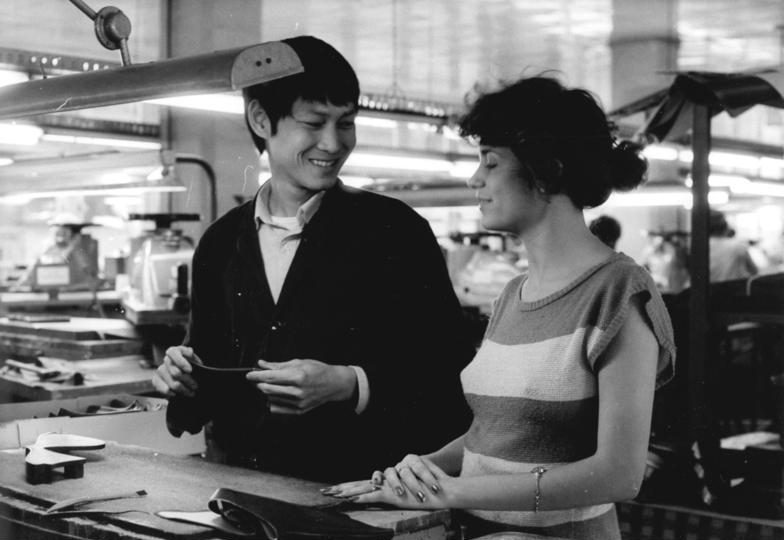
1989年，一名越南学徒工正在埃尔福特的一家鞋厂中与德国工人一起工作

与西德越南裔德國人主要是逃离越南的船民情形不同，东德的越南裔德國人主要是来自同属亲苏联阵营的北越政权以及1975年统一后的越南外籍劳工。早在20世纪50年代，东德就开始接受北越的学生到东德接受培训。1973年，东德与北越达成协议，在接下来十年接收一万名北越公民到东德进行培训。1981年，东德与统一后的越南进一步深化合作，规定东德的企业可以对越南的学员进行培训。一方面，东德二战后始终面临劳力不足的问题，这些派遣到东德的越南学徒工作为事实上的外籍劳工，可以为东德提供额外的劳动力。另一方面，当时的东德政府也认为这是对落后兄弟国家的一种援助。根据当时的协议，这些派遣到东德的越南学徒工在东德五年后就必须回到越南。
东德的越南学徒工处境与到西德寻求庇护的越南船民有很大不同。虽然官方宣传大家都是“社会主义兄弟”，但越南学徒工并不被允许与东德国民交往。此外，越南学徒工只能住在东德政府指定的区域。女性学徒工如果怀孕，会被强制堕胎。越南学徒工有时也会因为他们的外国人身分遭受歧视。一些东德人对他们颇有微词，因为他们认为越南学徒工能优先获得部分紧缺的消费品。
20世纪80年代末，越南开始放松严厉的经济管制、启动革新开放政策。在这一背景下，一部分越南学徒工回到越南时一并带回了缝纫机和一些原料，自己开起了服装厂，生产水磨牛仔裤等时装、挣得第一桶金，改善了全家人的生活。
两德统一之后不久，由西德主导的统一后的德国政府希望原越南外劳能尽量离开德国，并保证向每一名离开德国的原越南外劳发放一笔3,000德国马克的补偿金。尽管一部分原越南外劳接受了这个条件、拿到补偿金之后回到了越南，但很快来自波兰、捷克斯洛伐克等地的原越南外劳又涌进了德国寻求庇护。总的来说，德国政府最后并没有达成他们最初促成原越南外劳尽量离开德国的目标。这一方面是因为德方不希望强行把这些原越南外劳遣送出境、一方面是因为越南方面也不乐意接收这些人回国。不过，这些留在德国的原越南外劳，大约还是有40%不符合相关的政策，无法拿到德国的永久居留权。
滞留在东德的原越南外劳也引发了一系列社会问题。一部分失业的原越南外劳选择到街头兜售香烟等小物。虽然最初大众对这些小贩的态度基本是正面的，但部分在街头行商的越南裔人士逐渐组织起帮派，干起香烟走私生意，引发大众态度的转变。这些帮派之间亦有互相火併的情形发生。根据记录，仅在1996年上半年，就有十五名越南裔人士死于柏林的帮派内斗中。
另一方面，20世纪90年代原东德地区的越南裔人士受遭受的情况也较为严重。1992年，德国极右翼人士製造了罗斯托克-利希滕哈根骚乱。骚乱中，极右翼人士在一栋原越南外劳居住的公寓附近纵火，所幸最后无人伤亡。

## 现状

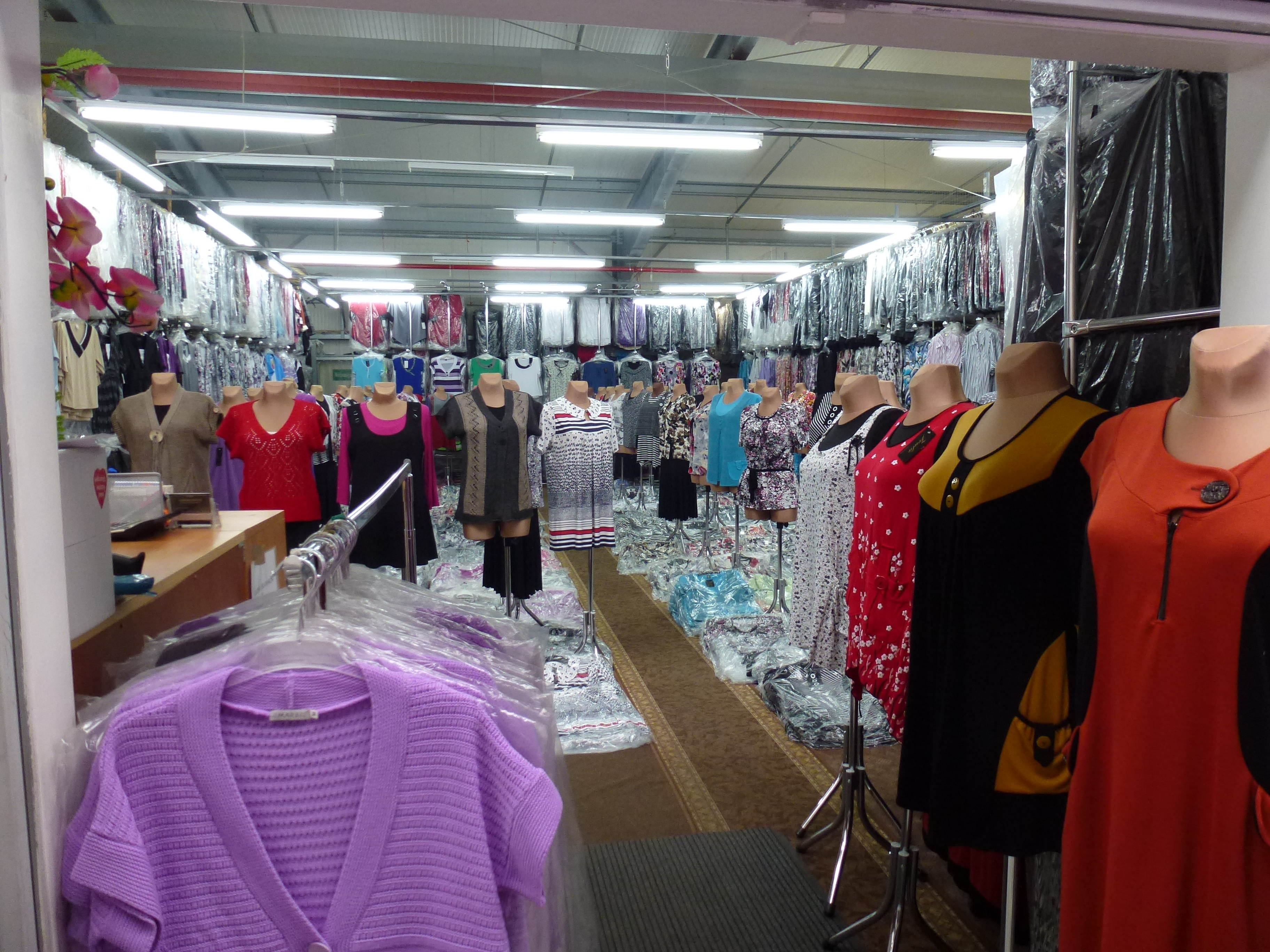
一家越南裔德国人开设的小商店

西德的越南裔德國人融入德国社会的情况较好，两德统一也没有对他们的生活造成太大冲击。他们一般都受雇于企业，也有一些人选择成为个体经营者。
因德国1993年规定原越南外劳需要在德国有一份合法生计方可获得德国的永久居留权，而许多原越南外劳德语都说得很差、很难在德国的就业市场上找到工作，因此不少原越南外劳选择成为个体经营者，其中许多人选择开花店或杂货店。不过，连锁折扣店对他们的生意有相当大冲击，在连锁折扣店面前，他们的小商店往往缺乏竞争力。因此，2000年后，越南裔德国人的失业率有上升趋势 。
区别于分别来自东德与西德的老移民，进入21世纪，随越南的开放与经济发展，也有一部分越南人离开越南到德国定居，成为新移民。他们到德国大都是为了求学或者是为了寻求更好的生活条件。另外，也有一些越南人通过非法手段进入德国，以非法移民身分滞留在德国。
根据一项2008年的调查，越南裔德國人在德国各大族裔中有较高的学力。越南裔德国人中，有59%升入文理高中。这个数据不仅高于土耳其裔德国人等移民族群，即便是本土德国人，也只有43%能升入文理高中。

## 宗教

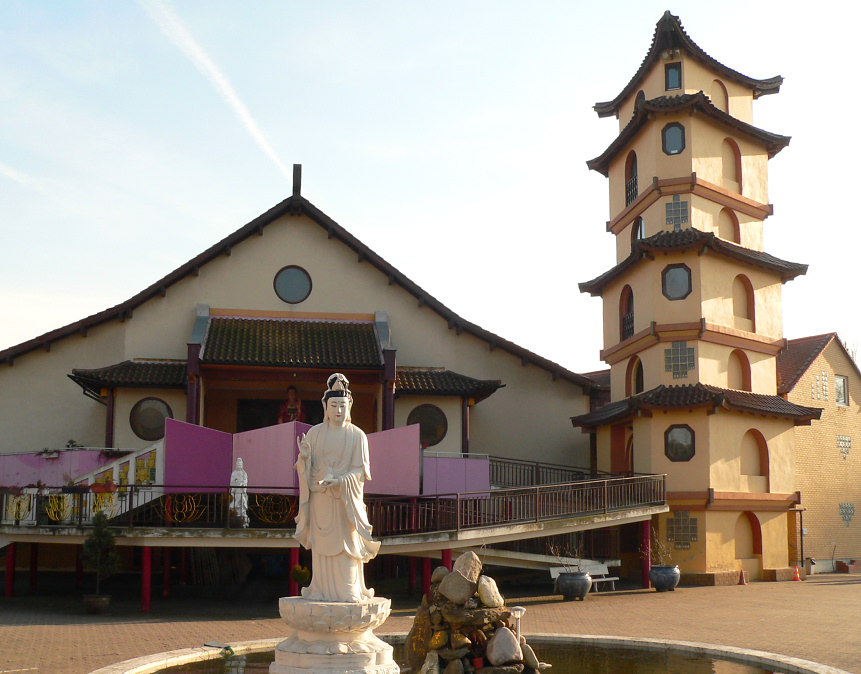
位于汉诺威的一座越南裔德国人修建的佛寺

当代的越南裔德國人大都信仰大乘佛教，尽管一部分人并不热衷于参加宗教活动。越南裔德国人聚居处往往有佛寺，但当地其他德国人对此却抱负面态度。他们认为教寺的存在是越南裔德国人不够融入德国社会的一种体现。
也有一部分越南裔德國人是天主教徒。根据1999年的数据，大约有12,000名越南裔德国人信仰天主教。另外，少部分居住在德国西北部基督新教较占优势地区的越南裔德国人属于新教徒。

## 著名人物
- 马塞尔·阮 - 德國軍人及體操運動員
- 菲利普·勒斯勒尔 - 前德國副總理